# Nimigea
Nimigea è un comune della Romania di 5324 abitanti, ubicato nel distretto di Bistrița-Năsăud, nella regione storica della Transilvania.
Il comune è formato dall'unione di 8 villaggi: Florești, Mintiu, Mititei, Mocod, Mogoșeni, Nimigea de Jos, Nimigea de Sus, Tăure.